# Urbano Pradilla Aranda
Urbano Pradilla Aranda (Barichara, 1806-Bogotá, 6 de noviembre de 1844) fue un militar y político colombiano.

## Biografía
Nacido en Barichara, municipio del departamento de Santander, en 1806, en el hogar del notable jurista sangileño Pedro Antonio Pradilla Silva y María Dolores Aranda Navas, y fallecido en Bogotá el 6 de noviembre de 1884.
Alumno del Colegio de San Bartolomé, del cual vistió la beca en 1820. Militó en las fuerzas que defendieron al gobierno del presidente José Ignacio de Marquez durante la revolución de 1840, recibiendo el grado de capitán. 
En 1841 fue nombrado gobernador de la Provincia de Vélez y cuatro años después ejerció la de Socorro y en 1849 la de Bogotá. En 1853 y 1855 fue senador por Socorro y en 1858 fue elegido diputado a la Asamblea de Cundinamarca y dos años más tarde secretario de Hacienda del presidente de ese Estado, don Pedro Gutiérrez Lee. En 1864 asumió la dirección del Colegio Militar,  en 1866 la intendencia de general de Guerra y en 1869 la rectoría del Colegio de Socorro. 

## Familia
Pradilla había contraído matrimonio por primera vez en Bogotá el 7 de junio de 1827 con Liberata Ricaurte Manrique, con quien no tuvo hijos, y por segunda vez con Ana María Quijano Durán, con quien fue padre de María Luisa, Manuel, Francisca, Ana María, José Ignacio y Manuela Pradilla Quijano.   